# Municipio de Round Grove (Minnesota)
El municipio de Round Grove (en inglés: Round Grove Township) es un municipio ubicado en el condado de McLeod en el estado estadounidense de Minnesota. En el año 2010 tenía una población de 251 habitantes y una densidad poblacional de 2,68 personas por km².

## Geografía
El municipio de Round Grove se encuentra ubicado en las coordenadas 44°40′34″N 94°25′38″O / 44.67611, -94.42722. Según la Oficina del Censo de los Estados Unidos, el municipio tiene una superficie total de 93.54 km², de la cual 91,78 km² corresponden a tierra firme y (1,88 %) 1,76 km² es agua.

## Demografía
Según el censo de 2010, había 251 personas residiendo en el municipio de Round Grove. La densidad de población era de 2,68 hab./km². De los 251 habitantes, el municipio de Round Grove estaba compuesto por el 97,61 % blancos, el 0,8 % eran amerindios y el 1,59 % eran de una mezcla de razas. Del total de la población el 2,79 % eran hispanos o latinos de cualquier raza.